# Diocesi di Vicebsk

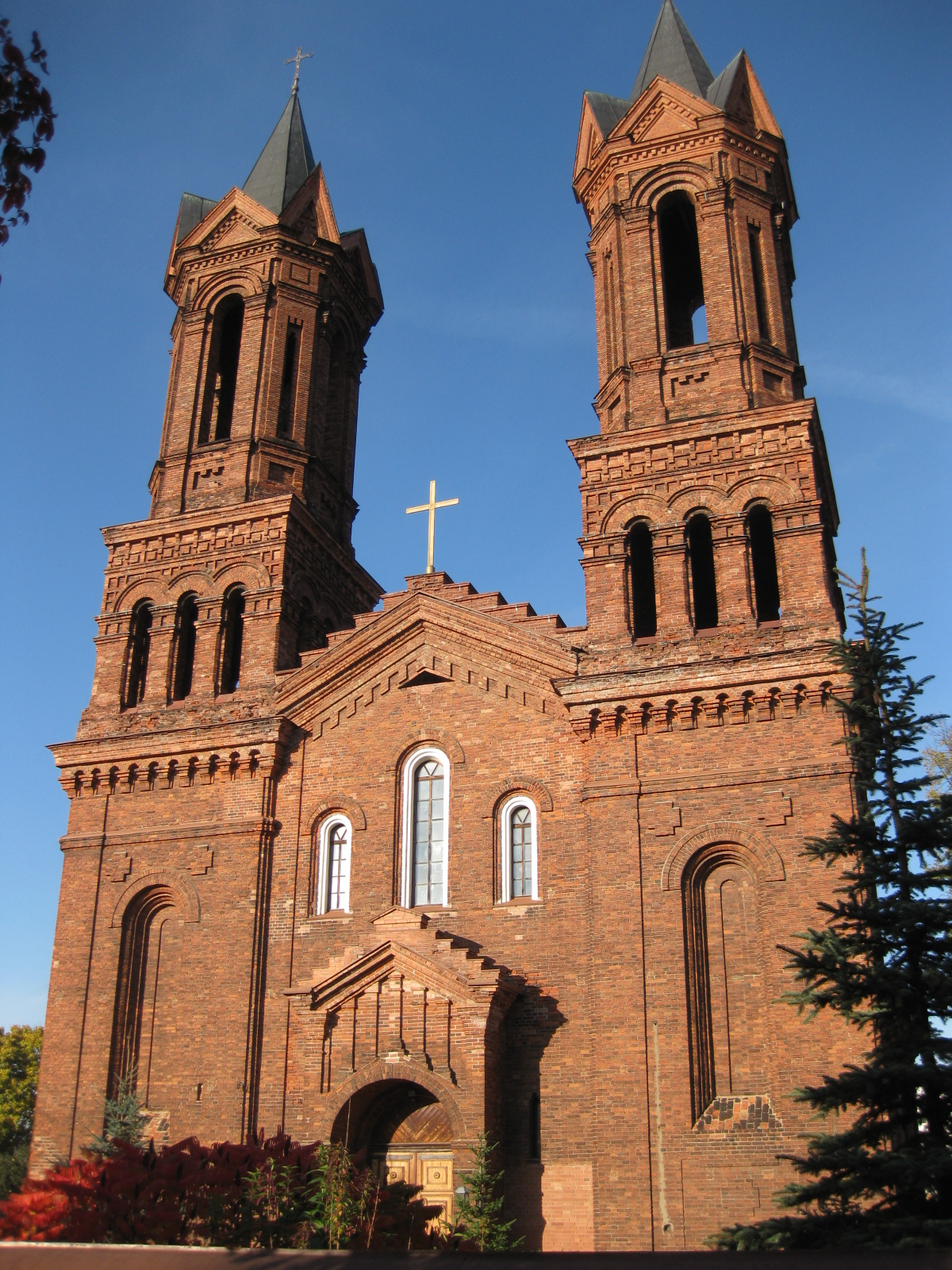
La chiesa di Santa Barbara, ex cattedrale

La diocesi di Vicebsk (in latino Dioecesis Vitebscensis) è una sede della Chiesa cattolica in Bielorussia suffraganea dell'arcidiocesi di Minsk-Mahilëŭ. Nel 2022 contava 167.516 battezzati su 1.412.489 abitanti. È retta dal vescovo Aleh Butkevič.

## Territorio
La diocesi comprende la voblasc' di Vicebsk, nella parte nord-orientale della Bielorussia.
Sede vescovile è la città di Vicebsk, dove si trova la cattedrale di Gesù Misericordioso.
Il territorio è suddiviso in 9 decanati e in 95 parrocchie.

## Storia
La diocesi è stata eretta il 13 ottobre 1999 con la bolla Ad aptius consulendum di papa Giovanni Paolo II, ricavandone il territorio dall'arcidiocesi di Minsk-Mahilëŭ. Originariamente la cattedrale era la chiesa di Santa Barbara.
Il 18 giugno 2011 la chiesa di Gesù Misericordioso è divenuta cattedrale della diocesi.

## Cronotassi dei vescovi
Si omettono i periodi di sede vacante non superiori ai 2 anni o non storicamente accertati.
- Władysław Blin (13 ottobre 1999 - 25 febbraio 2013 dimesso)[2]
- Aleh Butkevič, dal 29 novembre 2013

## Statistiche
La diocesi nel 2022 su una popolazione di 1.412.489 persone contava 167.516 battezzati, corrispondenti all'11,9% del totale.
| anno | popolazione | popolazione | popolazione | presbiteri | presbiteri | presbiteri | presbiteri                | diaconi | religiosi | religiosi | parrocchie |
| anno | battezzati  | totale      | %           | numero     | secolari   | regolari   | battezzati per presbitero | diaconi | uomini    | donne     | parrocchie |
| ---- | ----------- | ----------- | ----------- | ---------- | ---------- | ---------- | ------------------------- | ------- | --------- | --------- | ---------- |
| 2000 | 175.000     | 1.630.000   | 10,7        | 55         | 23         | 32         | 3.181                     |         | 55        | 47        | 79         |
| 2001 | 140.000     | 1.400.000   | 10,0        | 59         | 23         | 36         | 2.372                     |         | 54        | 47        | 64         |
| 2002 | 140.000     | 1.400.000   | 10,0        | 70         | 29         | 41         | 2.000                     |         | 59        | 53        | 69         |
| 2003 | 140.000     | 1.400.000   | 10,0        | 72         | 30         | 42         | 1.944                     |         | 62        | 65        | 81         |
| 2004 | 140.000     | 1.400.000   | 10,0        | 80         | 40         | 40         | 1.750                     |         | 55        | 69        | 83         |
| 2010 | 170.000     | 1.448.000   | 11,7        | 97         | 54         | 43         | 1.752                     |         | 55        | 53        | 140        |
| 2014 | 172.000     | 1.431.800   | 12,0        | 104        | 64         | 40         | 1.653                     |         | 55        | 58        | 142        |
| 2017 | 170.000     | 1.433.600   | 11,9        | 88         | 51         | 37         | 1.931                     |         | 39        | 47        | 94         |
| 2020 | 169.700     | 1.430.800   | 11,9        | 82         | 47         | 35         | 2.069                     |         | 36        | 43        | 95         |
| 2022 | 167.516     | 1.412.489   | 11,9        | 83         | 46         | 37         | 2.018                     |         | 39        | 41        | 95         |